# Children of Bodom
Children of Bodom (англ.) («Дети озера Бодом») — финская англоязычная группа из города Эспоо, исполнявшая музыку в стиле мелодик-дэт-метал с элементами различных других направлений метала. В Финляндии было продано более 200 тысяч копий их пластинок. Основателем, лидером и основным композитором Children of Bodom был гитарист и вокалист Алекси Лайхо. Группа распалась в 2019 году, а через год умер Алекси Лайхо.

## История

### Начало (1993—1997)
Группа была основана в 1993 году гитаристом и вокалистом Алекси Лайхо и барабанщиком Яской Раатикайненом. Первоначально группа называлась Inearthed. Оба знали друг друга с детства, их также объединяла любовь к тяжёлой музыке, в особенности к Stone, Entombed и Obituary. Дополнил группу до трио Самули Миеттинен, игравший на басу, и в августе того же года ребята записали первое демо «Implosion of Heaven». Самули был основным автором текстов в группе на протяжении двух лет, но в 1995 его семья переехала в США, что сделало невозможным его участие в группе. Его последний вклад в творчество Inearthed — тексты песен для второго демо, «Ubiquitous Absence of Remission». В этом демо группа впервые использует клавиши. Алекси и Яска по очереди записывали клавишные партии, а после сводили все вместе. Алекси, раньше писавший только музыку для песен, начал сочинять и тексты.
В то же время Яска, играя на валторне в местном оркестре, на одной из репетиций познакомился с Александром Куоппалой, игравшем на трубе (а также на гитаре). После записи второго демо, Куоппала присоединился к группе в качестве ритм-гитариста. Басистом, сменившим Самули, стал Хенкка «Блэксмит» Сеппяля, школьный товарищ Алекси и Яски. Также группа решила взять клавишника. Выбор пал на Яни Пирисъёки. Хенкка и Яни присоединились к группе в начале 1996 года.

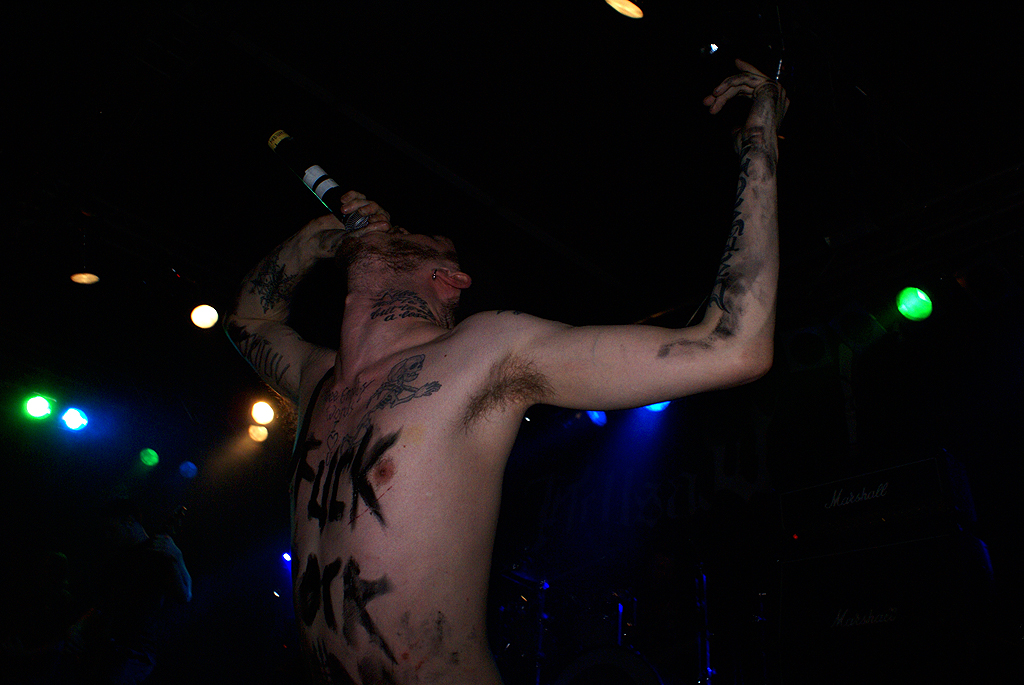
Обложка демо Shining

С новыми участниками группа записывает третье демо — «Shining». Демо не впечатлила местные лейблы, как, впрочем, и предыдущие. Несмотря на все старания группы, их творчество не получило большой популярности, а сама группа была известна лишь небольшому кругу слушателей. В конце концов группа решала записываться на свои деньги. Учитывая, что денег у них практически не было, это был довольно дерзкий шаг. Алекси хотел, чтобы клавиши звучали более мощно, поэтому на замену Пирисъёки был взят друг Яски, талантливый клавишник Янне Вирман. Вирман стал той деталькой, что завершила отлаженный механизм группы. Его игра придала группе то особое звучание, которое сейчас является визитной карточкой группы. Вместе с ним группа успешно записала их первый альбом «Something Wild» в 1997. Группа собиралась издать альбом на маленьком бельгийском лейбле. Но из рук Куоппалы копию записи получил Сами Тенетц, вокалист Thy Serpent, который в это время записывался в той же студии. Вскоре после этого контракт с группой захотел подписать лейбл Spinefarm Records. Это предложение было намного выгоднее, так как бельгийцы не предлагали никакой помощи при реализации и раскрутке альбома.
Контракт с бельгийцами был подписан под именем «Inearthed». Чтобы присоединиться к Spinefarm Records, группа решила выбрать новое название. Выбор они сделали с помощью местного телефонного справочника. В нём они наткнулись на озеро Бодом, которое стало печально известно в Финляндии после произошедшего здесь в 1960 году таинственного преступления, в результате которого трое подростков были убиты, один тяжело ранен, а преступник так и не был найден. Участники группы понадеялись, что эта история привлечёт к ним интерес. Был составлен длинный список вариантов названий со словом «Bodom», и в конце концов было решено дать группе название «Children of Bodom».

### Something Wild(1997—1998)
Чтобы хоть как-то продвинуть дебютный альбом, группа играла на разогреве у Dimmu Borgir в конце 1997. Они выступили так хорошо, что представители Nuclear Blast сразу же предложили им контракт на европейский релиз «Something Wild», который намечался в следующем году. Официально альбом вышел в ноябре 1997, и в рекламных целях группа записала клип на песню «Deadnight Warrior». Видео продюсировал Мика Линдберг, бюджет клипа был очень скромным — всего 1000 евро. Поэтому он был прост до невозможности — группа играет песню ночью посреди метели. Запись длилась около 2 часов при температуре около −15 градусов по Цельсию.
Лайхо очень критично оценивает все свои альбомы, но «Something Wild» почему-то не любит больше всего. Он аргументирует это тем, что при записи он старался быть похожим на Ингви Мальмстина, хотя это можно считать и плюсом, так как альбом получился очень техничным в плане исполнения.

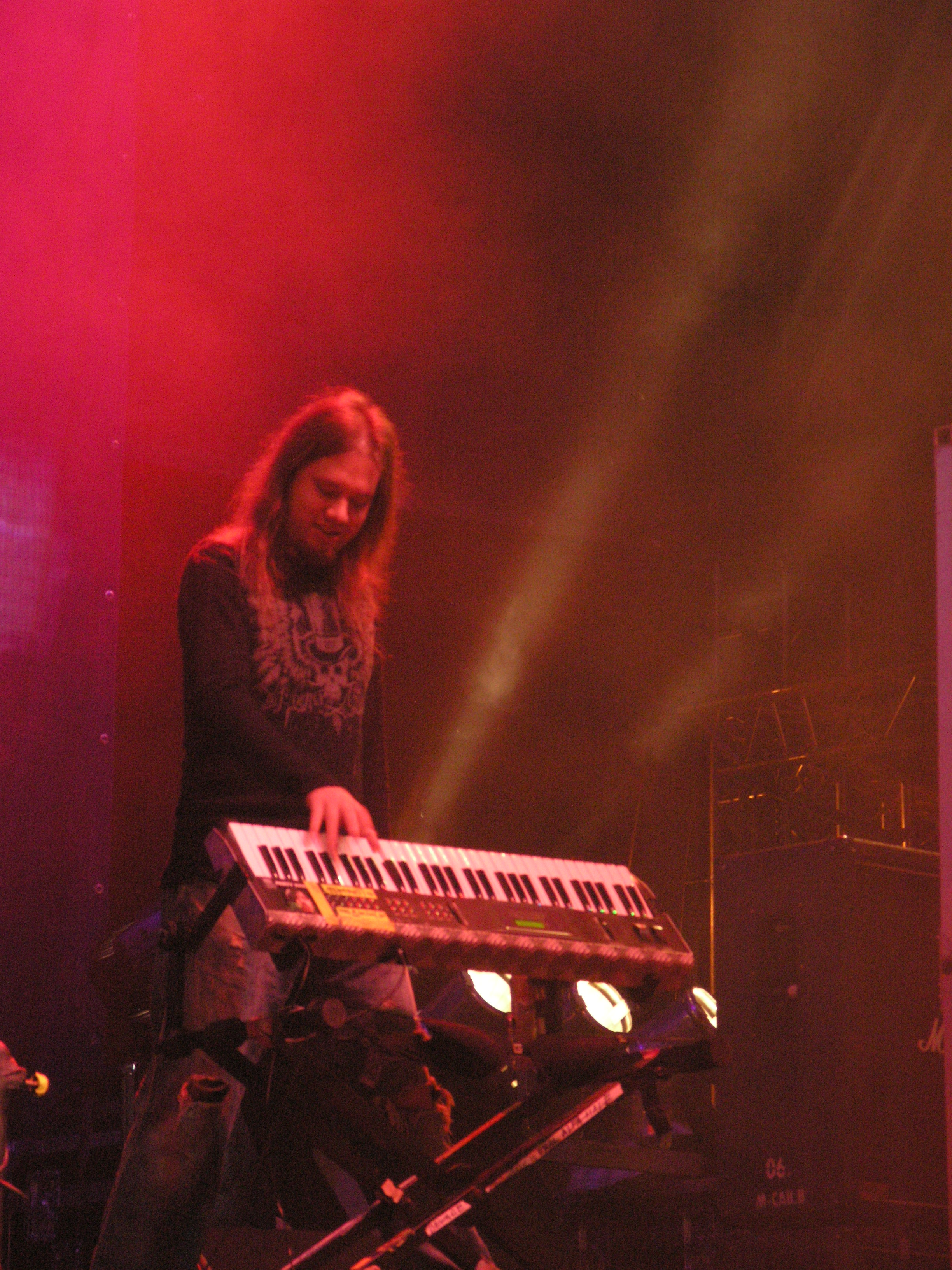
Клавишник Янне Вирман на фестивале «Masters of Rock»

Первый европейский тур группы начался в феврале 1998. Они играли вместе с Hypocrisy, The Kovenant и Agathodaimon, но сильно осложнило жизнь группе отсутствие Вирмана, который в это время заканчивал обучение в вузе. На его место взяли сессионную участницу Эрну Сиикавирта.
Через месяц группа записала две новые песни, «Towards Dead End» и «Children of Bodom». Последняя была включена в сборник Spinefarm Records и лидировала в финских хит-парадах в течение восьми недель. В конце августа группа впервые сыграла песню «Forevermore» (на концерте в Санкт-Петербурге). Позже песня была переименована на «Downfall».
Второй европейский тур начался в сентябре того же года, но Вирман до сих пор отсутствовал, поэтому место за клавишами заняла Кимберли Госс, девушка Алекси. В конце тура Кимберли пригласила Алекси играть в её группе Sinergy.

### Hatebreeder(1998—2000)
Второй альбом, «Hatebreeder», записывался в период с конца 1998 по начало 1999 годов. Первоначально он назывался «Towards Dead End», но в студии группа решила изменить название. Чтобы создать некоторый ажиотаж в Финляндии, за две недели до выхода альбома был выпущен сингл «Downfall». Вместе с ним вышел и клип, снятый всё тем же Микой Лингбергом. «Hatebreeder» сразу же занял первые места во многих европейских чартах.
В июле 1999 успех нового альбома позволил группе съездить с концертом в Японию, в компании с Sinergy и In Flames. В течение двухдневного концерта был записан живой концертник «Tokyo Warhearts», причём некоторые песни вживую зазвучали лучше, чем в студийном варианте. По просьбе группы, при записи не использовалось никаких фильтров.

### Follow the Reaper(2000—2002)

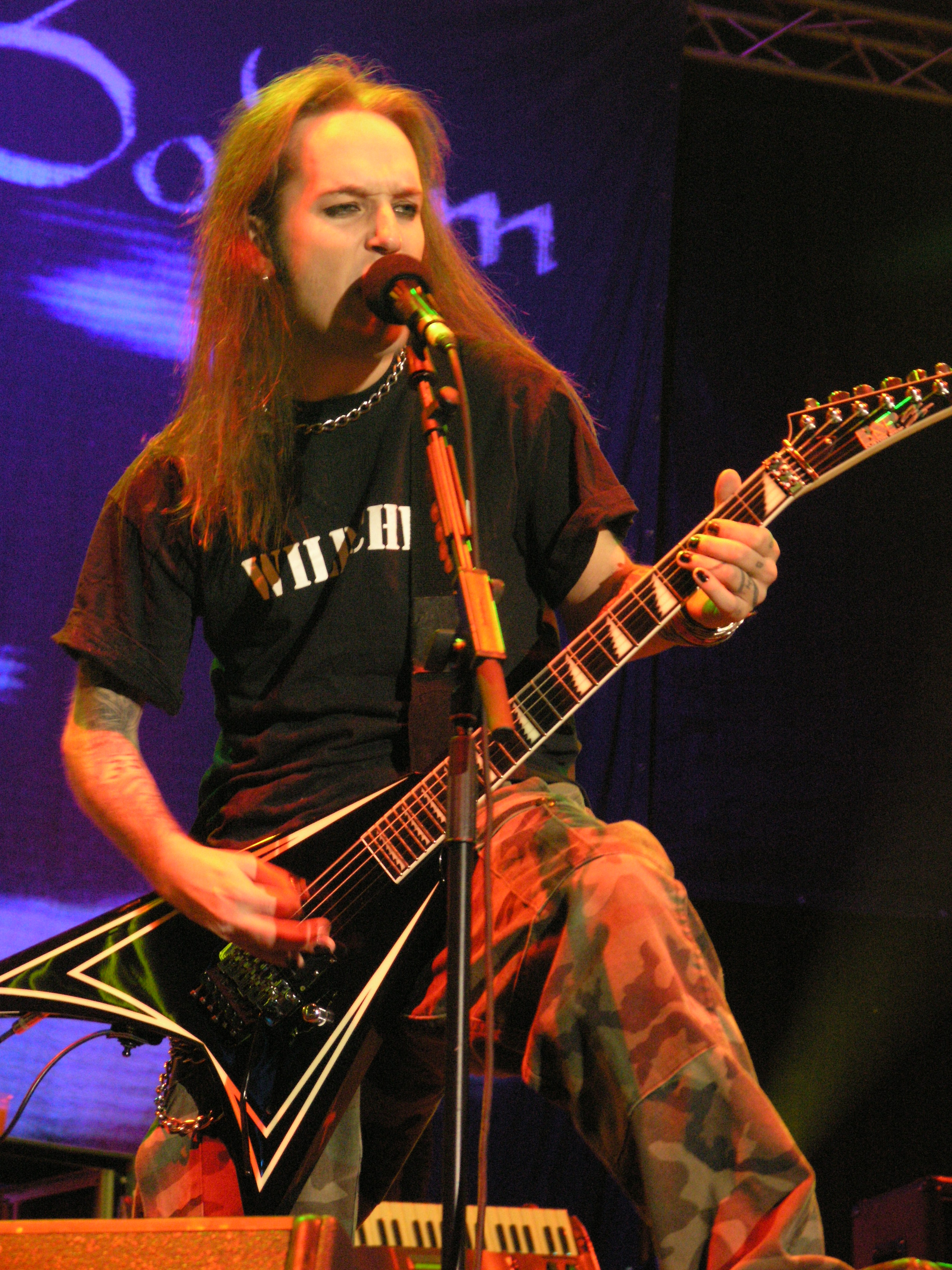
Алекси Лайхо на фестивале «Masters of Rock»

Для записи следующего альбома была выбрана студия «The Abyss», которой владеет Петер Тэгтгрен. Группа написала восемь новых песен, однако в студии Алекси написал ещё одну, «Kissing The Shadows». Группа дала альбому имя «Follow the Reaper». Альбом был записан в августе-сентябре 2000 года, а официальный релиз состоялся в начале 2001. На песню «Everytime I Die» был снят клип (режиссёром был Тукка Темонен).

### Hate Crew Deathroll(2002—2004)
В феврале 2002 года группа начала писать песни для нового альбома, названного «Hate Crew Deathroll». Запись прошла в августе, релиз нового альбома прошёл в январе 2003 года. Альбом провисел на вершине европейских чартов в общей сложности три недели и первым из альбомов этой группы достиг золотого статуса (хотя все альбомы позже покорили этот рубеж, а «Follow the Reaper» стал платиновым). 3 января 2003 года в Клубе «Tavastia» (который находится в Хельсинки) проходила церемония «Finnish Metal Music Awards». Голосование было открытым и проголосовать мог любой фанат метала. Children of Bodom стали группой года.
Первый мировой тур Children of Bodom начался в 2003 и закончился только в конце 2004 года. Группа давала много бесплатных концертов и стала довольно известной в Северной Америке, но во время тура произошёл неприятный инцидент — Александр Куопалла покинул группу «по персональным причинам» прямо в середине тура, никого не предупредив о своём уходе. Алекси пригласил на его место гитариста группы Griffin Кая Нергаарда, но тот отказался. Тогда на его место был приглашён давний знакомый Лайхо, гитарист «Sinergy», Роопе Латвала (раньше играл в «Stone» — первой хеви-метал-группе Финляндии). Первоначально его брали как сессионного музыканта, но позже стало ясно, что лучшей замены Александра быть не может. Впервые Латвала сыграл с группой в Москве, 16 августа 2003 года.

### Are You Dead Yet?(2005—2007)

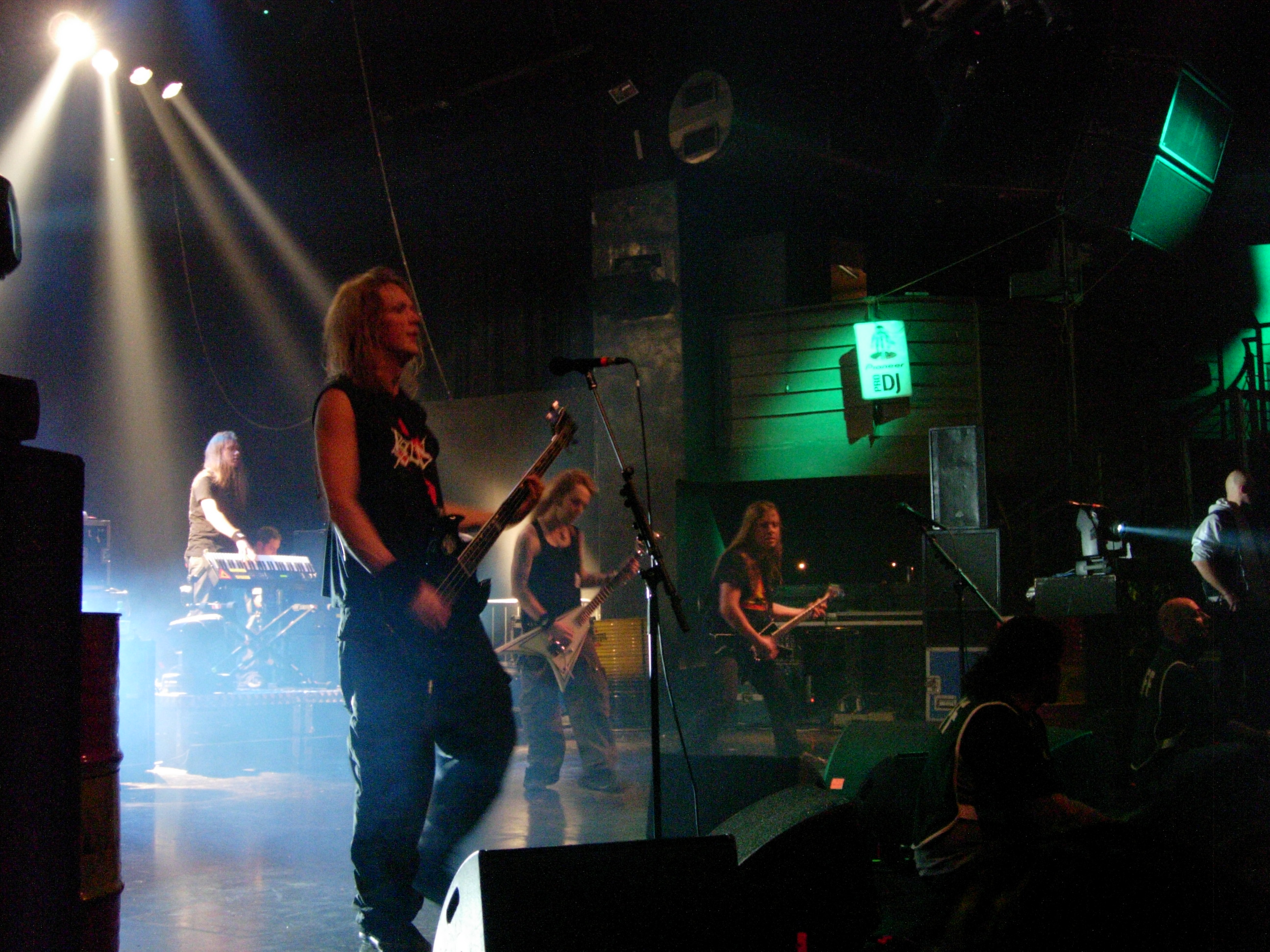
Children of Bodom на выступлении в Милане, 2006 год

После успешного завершения мирового тура с Латвала, группа выпускает CD кавер-версий «Trashed, Lost & Strungout» и сингл «In Your Face». В конце 2005 года был выпущен «Are You Dead Yet?». Его стиль немного отличается от предыдущих работ группы. Простые и тяжёлые риффы в нём прекрасно сочетаются с элементами индастриала. Фанаты по-разному отреагировали на этот альбом, однако он был и остаётся самым успешным альбомом группы в коммерческом плане. Он стал золотым, лидировал в чартах Финляндии, Германии, Швеции и Японии. Чуть позже вышел DVD-сингл «In Your Face», содержащий саму песню, клип на неё, множество фотографий группы и запись живого исполнения песни «Sixpounder» (с фестиваля Wacken Open Air 2004 года).
Live-DVD «Chaos Ridden Years — Stockholm Knockout Live!» был выпущен 5 декабря 2006 года. Диск содержит запись концерта в Стокгольме (3 февраля 2006 года) длительностью полтора часа, интервью, в котором обсуждается история и музыкальная карьера группы, фотографии с тура, все официальные клипы (кроме «Needled 24/7»).
Алекси был назван лучшим гитаристом мира 2006 года по версии журнала Metalhammer.
В июне начался крупнейший в истории группы тур — «The Unholy Alliance», в который они отправились вместе с Slayer, Lamb of God, Mastodon, In Flames и Thine Eyes Bleed. Группы колесили по США с июня по июль и по Европе с октября по ноябрь.
31 января 2007 в боулинг-клубе Алекси повредил себе левое плечо. Из-за этого он не смог играть в течение шести недель. Пришлось отменить все запланированные на начало года концерты
31 марта на сайте появилась первая информация об Алекси. Было сказано, что несмотря на тяжёлую травму, плечо неплохо заживает, и его игра не пострадает. Кроме того, сообщалось, что группа начала записывать новый альбом и планирует отправиться в студию в конце 2007 года.
Также Children of Bodom были выбраны на замену Velvet Revolver для участия в фестивале «Monsters of Rock». Там они играли бок о бок с такими монстрами как Ozzy Osbourne и Megadeth.

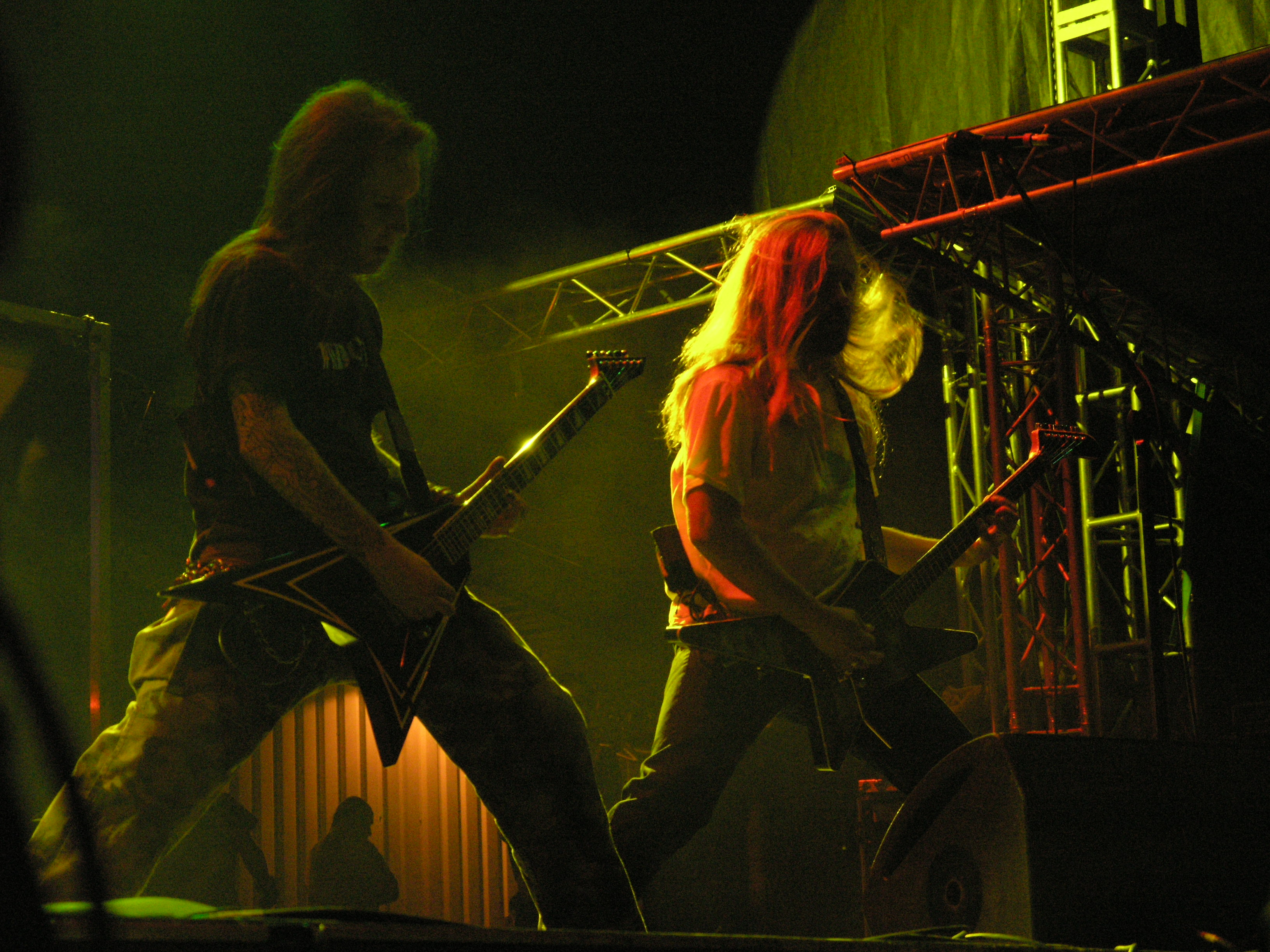
Выступление на «Masters of Rock»

### Blooddrunk(2008—2009)
В период с октября по ноябрь 2007 года группа записывала новый альбом «Blooddrunk». Официальный релиз состоялся 15 апреля 2008 года.
Children Of Bodom выступали на Giangtour 2008 с Megadeth, In Flames, Job For A Cowboy. Также Children Of Bodom были одной из первых групп, сыгравших на Wacken Open Air 2008, где они выступали со многими группами, включая Iron Maiden, Sonata Arctica, Avantasia. 8 марта 2008 произошла первая продажа в Британии. Музыкальный магазин «Zavvi» на Оксфорд-стрит, что в Лондоне, получил на продажу новый сингл «Blooddrunk» на CD, 7- и 12-дюймовых винилах (12-дюймовых всего 666 штук).
26 июня 2008, Children Of Bodom впервые сыграли в Новой Зеландии. В 2008 они переиздали первые три студийных альбома с бонус-треками.
В сентябре-октябре 2008 группа, вместе с The Black Dahlia Murder и Between the Buried and Me гастролировала по США, поддерживая свой последний альбом. В Нью-Йорке специальным гостем был Testament.
В ноябре-декабре 2008 группа гастролировала по Европе, поддерживая Machine Head и Slipknot.
С января по март 2009 Children Of Bodom были в туре по Европе вместе с Cannibal Corpse.
Со 2 апреля 2009 группа погрузилась в тур «No Fear Energy» организованный Lamb of God и поддерживаемый As I Lay Dying, но, к сожалению, тур завершился на неделю раньше, вследствие того, что 26 апреля Алекси упал с верхней полки автобуса. В дополнение к травме 8 мая в Нью-Йорке были вынуждены завершить концерт через несколько песен, так как Алекси стало плохо, Лайхо изначально планировал продолжить турне несмотря на травму, но был вынужден завершить его на 6 дней раньше. Все летние фестивали с участием группы так же были отменены.
23 сентября 2009 группа выпустила сборник каверов «Skeletons In The Closet». В сентябре группа выступила в туре по Южной Америке. Так же в сентябре-октябре Children Of Bodom вернулись в Северную Америку с большим турне. Их туры завершились в Москве.

### Relentless Reckless Forever(2010—2012)
Завершив тур, группа приступила к записи нового альбома. Во время записи партий ударных в городе образовалось торнадо и запись пришлось отложить на некоторое время — до конца тура с Black Label Society. Children Of Bodom поведали информацию о новых треках журналу Metal Hammer. И выдали названия трех песен: «Pussyfoot Miss Suicide», «Ugly», и «Was It Worth It?». Новый альбом получил название Relentless Reckless Forever. Его выход прошёл на лейбле Universal Music 8 марта 2011 года.

### Halo of Blood(2013—2014)
В марте 2013 года Children of Bodom опубликовали трек-лист, обложку и дату выхода нового альбома, получившего название Halo of Blood. Альбом был издан на лейбле Nuclear Blast 6 июня в Европе и 11 июня — в Северной Америке. Обложку альбома нарисовал Сами Сарамяки ранее оформлявший альбомы Follow the Reaper, Are You Dead Yet? и Hate Crew Deathroll. 24 апреля вышел «Transference» — первый сингл с альбома. 30 мая треки из альбома попали в сеть.
За альбом Halo of Blood Children of Bodom получили в 2014 году премию Emma в номинации «метал-альбом года». Для группы это была четвёртая Emma в карьере.

### I Worship Chaos(2015)
В мае 2015 года группу покидает гитарист Роопе Латвала. Девятый студийный альбом Children of Bodom «I Worship Chaos» вновь записывался в студии Danger Johnny Studios в Хельсинки с продюсером Микко Кармила, который работал над альбомами «Halo Of Blood» (2013), «Hatebreeder» (1999), «Follow The Reaper» (2000) и «Hate Crew Deathroll» (2003). Сведение и мастеринг проходили в студии Finnvox Studios в Хельсинки. Обложку альбома нарисовал финский художник Tuomas Korpi.

### Hexed(2019)
В интервью Noizr Zine от 14 сентября 2017 года, отвечая на вопрос о планах группы приступить к работе над новым альбомом с прежней командой продюсеров (Микко Кармила и Мика Юссила), Янне Вирман ответил следующее: «Полагаю, что да [будем сотрудничать]. И мы собираемся записывать его на нашем складе».
В августе 2018 года бас-гитарист группы Хенкка Сеппяля сообщил, что десятая студийная работа коллектива, включающая десять песен, будет выпущена в марте следующего года.
28 ноября 2018 года была названа точная дата релиза, назначенная на 8 марта 2019 года, а также представлены название альбома и список его композиций.
7 декабря 2018 года на официальном YouTube-канале Nuclear Blast Records был представлен официальный видеоклип на песню «Under Grass And Clover».
1 ноября 2019 года было объявлено, что Children of Bodom сыграют свое финальное шоу в существующем составе 15 декабря. Концерт под названием «A Chapter Called Children of Bodom» состоялся в Black Box в Ледовом дворце в Хельсинки. В заявлении говорится: «Спустя почти 25 лет с Bodom, тысячи шоу и 10 альбомов, Хенкка [Сеппяля], Янне [Вирман] и Яска [Раатикайнен] решили отступить и изменить направление в своей жизни. Согласно финскому музыкальному журналу Soundi, Лайхо не может использовать название группы без разрешения своих бывших товарищей по группе. Алекси [Лайхо] и Даниэль [Фрейберг] собирались продолжать создавать новую музыку в будущем» и уже нашли нового басиста и нового барабанщика, по словам Helsingin Sanomat, однако смерть Алекси Лайхо в конце 2020 года перечеркнула все эти планы.

## Музыка

### Стиль
Музыка Children of Bodom отличается большой скоростью, ритмичностью, брутальными гитарными риффами, брутальным вокалом и, в то же время, мелодичными и техничными гитарными соло-партиями.
Между фанатами и критиками ведутся споры о классификации жанра Children of Bodom. Творчество группы относят к разным жанрам, среди них мелодичный дэт-метал, дэт-метал, пауэр-метал и трэш-метал. Тем не менее, фронтмен группы, Алекси Лайхо, говорит, что он предпочитает называть жанр группы просто металом и никак иначе.